# Too Many Girls
Too Many Girl è una commedia musicale con musica di Richard Rodgers, testi delle canzoni di Lorenz Hart e libretto di George Marion, Jr. andata in scena dal 18 ottobre 1939 all'Imperial Theatre di Broadway con Eddie Bracken arrivando a 249 recite.
Nel 1940, la RKO realizzò Too Many Girls, una versione cinematografica con la regia di George Abbott che aveva prodotto e diretto anche lo spettacolo di Broadway.

## Numeri musicali

### Atto I
- Heroes in the Fall - Second Robin Hood and Squad (testo di Richard Rodgers)
- Tempt Me Not - Manuelito, Clint Kelley, First Co-Ed, Second Co-Ed, Third Co-Ed, Fourth Co-Ed, Fifth Co-Ed and Sixth Co-Ed
- My Prince - Consuelo Casey
- Pottawattamie - Harvey Casey and Mr. Lister
- Pottawattamie (Reprise) - Male Quartette and Ensemble
- 'Cause We Got Cake - Eileen Eilers
- Love Never Went to College - Consuelo Casey and Clint Kelley
- Spic and Spanish - Pepe
- I Like to Recognize the Tune - Jojo Jordan, Consuelo Casey, Eileen Eilers, Clint Kelley and Al Terwillinger
- Look Out - Eileen Eilers and Company

### Atto II
- The Sweethearts of the Team - Eileen Eilers and Co-Eds
- She Could Shake the Maracas - Pepe and Manuelito
- I Didn't Know What Time It Was - Consuelo Casey and Clint Kelley
- Spic and Spanish (Reprise) - Pepe, Consuelo Casey, Eileen Eilers, Al Terwillinger, Clint Kelley, Jojo Jordan, Manuelito and Talullah Lou
- Too Many Girls - Manuelito
- Give It Back to the Indians - Eileen Eilers

Numeri musicali eliminati durante il rodaggio dello show:
- The Hunted Stang